# Antony Sutton
Antony Cyril Sutton (Londres, 14 de febrero de 1925 - 17 de junio de 2002) fue un economista e historiador británico, notable por sus estudios sobre la importancia de la inversión y la tecnología occidentales en el desarrollo de la Unión Soviética, así como la financiación de la gran banca de Wall Street a los bolcheviques, los nazis y a Franklin Delano Roosevelt.
En su opinión, el propósito de estas actuaciones era muy simple: establecer y exportar al mundo entero un sistema que llamaba "Socialismo Corporativo", bajo el cual la sociedad civil está sometida al control totalitario del Estado, y este a su vez al de la gran banca, de modo que todo esté bajo su dominio.
Posteriormente estudió asuntos polémicos como la orden de los Skull & Bones o la fusión fría, llegando a conclusiones en ocasiones calificadas como relacionadas con las teorías de conspiración. En su propia opinión, fue perseguido –pero nunca acusado– por sus investigaciones y publicaciones.
Ferviente liberal, contra el imperio del corporativismo y los grandes grupos de presión, Sutton consideraba el libre comercio como única solución viable.

## Vida

### Wall Street y los totalitarismos
Sutton estudió en las universidades de Londres, Gotinga y California, doctorándose en ciencias en la Universidad de Southampton. Enseñó Economía en la UCLA y fue investigador en la Hoover Institution de la Universidad de Stanford de 1968 a 1973. En este período publicó su estudio Western Technology and Soviet Economic Development ("Tecnología occidental y desarrollo económico soviético"), en tres volúmenes, defendiendo y documentando que, desde los años 20 y hasta la actualidad, el 95% de la infraestructura industrial soviética fue construida con asistencia técnica occidental, o directamente por empresas occidentales, y financiada con préstamos concedidos por los gobiernos de Europa y los Estados Unidos.
Su investigación recibió los elogios de Zbigniew Brzezinski, consejero de Jimmy Carter, en su libro Between Two Ages: America's Role in the Technetronic Era (1970). Por su parte, Richard Pipes, profesor de Harvard y analista de la CIA, destacaba en Survival Is Not Enough: Soviet Realities and America's Future (1984) que "Sutton llega a conclusiones incómodas para muchos empresarios y economistas. Por esta razón su obra tiende a ser desestimada como extremista o, más a menudo, simplemente ignorada." Para el periodista francés Pierre de Villemarest, "Sutton fue el único autor que escudriñó en los contratos gracias a los cuales los totalitarismos nazi y soviéticos han podido vivir y sobrevivir económicamente".
En 1973 publicó una versión condensada de su estudio con fines divulgativos, titulada National Suicide: Military Aid to the Soviet Union ("Suicidio Nacional: la ayuda militar a la Unión Soviética"), en la cual atacaba el programa Nixon-Kissinger de ayuda a los soviéticos, mientras que éstos ayudaban a los nord-vietnamitas en sus esfuerzos de guerra. En su libro Sutton llegaba a la conclusión de que los soldados americanos morían en Vietnam gracias a la propia tecnología estadounidense, y que la guerra no tenía tanto interés en detener el avance del comunismo como en generar ventas multimillonarias de armamento para el complejo industrial-militar. Su director de investigación trató de impedir su publicación, que fue un best-seller, y Sutton fue finalmente expulsado de la Hoover Institution, cuyo director, Glenn Campbell (1960-1989), le consideraba "un problema".
Sus siguientes tres obras, Wall Street and the Bolshevik Revolution ("Wall Street y la Revolución Bolchevique"), Wall Street and the Rise of Hitler ("Wall Street y el auge de Hitler") y Wall Street and FDR ("Wall Street y Franklin Delano Roosevelt"), detallaban la ayuda financiera que algunos grupos de la gran banca de Wall Street, y muy especialmente la Guaranty Trust Company, prestaron tanto a los bolcheviques como a Hitler y a Franklin Delano Roosevelt en los años 20 y 30, buscando obtener ventajas económicas. 
Sutton señaló que la capacidad de producción de las empresas IG Farben y Vereinigte Stahlwerke, que producían el 95% de los explosivos de Alemania en 1937-38 -así como el gas Zyklon B, empleado en las cámaras de gas-, fue posible únicamente gracias a los créditos multimillonarios concedidos por los Planes Daws (1924-29) y Young (1929-33), y la exportación de tecnología estadounidense, permitida por el Gobierno. La cooperación entre IG Farben y la Standard Oil of New Jersey para producir gasolina sintética a base de carbón permitió que la IG Farben tuviera el monopolio de su fabricación durante la Segunda Guerra Mundial. La mitad de la producción alemana de la gasolina -que mantenía en pie la maquinaria de guerra nazi- estaba en sus manos y el resto en la de sus filiales. Según Sutton, sin el capital estadounidense aportado por Wall Street, no hubieran existido ni IG Farben, ni Adolf Hitler, ni la Segunda Guerra Mundial.

### Skull & Bones
A comienzos de los años 80, Sutton emprendió la investigación de la Orden de los Skulls & Bones, valiéndose tanto de documentos de dominio público como de otros inéditos que le fueron enviados por Charlotte Iserbyt, cuyo padre fue miembro de la Orden. El resultado fue America's Secret Establishment: An Introduction to the Order of Skull & Bones ("El establishment secreto americano: una introducción a la Orden de los Skull & Bones"), que consideró su obra más importante.
Según Sutton, esta sociedad secreta de la Universidad de Yale, fue fundada en 1832 por el magnate del opio William Huntington Russell y el abogado Alphonso Taft. Russell, entre 1831 y 1832, habría estado en la Universidad de Ingolstadt (Baviera), donde tomó contacto con los antiguos Illuminati, sociedad creada por Adam Weishaupt a finales del siglo XVIII. La Orden sería, por tanto, la sucursal americana de una sociedad secreta alemana del siglo XIX que se habría inspirado en los Illuminati originales. o bien sería una continuación de los Illuminati.
Según Sutton, la visión de la educación de las masas de los miembros de esta sociedad no es el desarrollo del individuo, sino el aprender a vivir como ciudadanos integrados en una sociedad orgánica, parecida a la filosofía de Hegel del Estado absoluto, en el cual el individuo encuentra su libertad en la obediencia a todo trance al Estado. La libertad individual es algo inaceptable, y la sociedad debe ser guiada por una tiranía racionalista. También hace referencia a la influencia de la teoría de la psicología animal de Wilhelm Wundt, según la cual hay similitudes conductuales en humanos y animales, habiendo dos psicologías sociales: la psicología colectiva y la psicología de los pueblos. Adoptando la idea hegeliana del desarrollo dialéctico de la Historia, según la cual del conflicto entre una tesis y su antítesis resultará en una síntesis, la Orden habría pretendido controlar los procesos históricos de tesis-antítesis, de modo que la síntesis se adapte a su voluntad. Para él la síntesis que los Skull & Bones quieren imponer es el Nuevo Orden Mundial. Según Sutton, la Orden comenzó a controlar la educación en los Estados Unidos a finales del siglo XIX y comienzos del siglo XX, determinando los contenidos y las técnicas docentes, oponiéndose a la idea de que cada alumno es único y la escuela un lugar para desarrollar su personalidad.
Charlotte Thomson Iserbyt le ayudó a redactar su libro sobre el tema, teniendo su padre y su abuelo diplomados de la Universidad de Yale y miembros de la Skull and Bones.

### Otros hitos
Para este autor, los EE. UU. ayudaron a la guerrilla marxista en Angola en contra del poder colonial de Portugal, que era un aliado de la OTAN (y de los EE. UU.).
En lo relativo a la Reserva Federal, la estimaba un monopolio privado impuesto fraudulentamente por el gobierno estadounidense y dedicado únicamente a velar por sus propios intereses, con el pretexto de proteger el interés general.